# جناح (الوادي الجديد)

جناح إحدى قرى محافظة الوادي الجديد المصرية. تواجه مشكلة في إيصال مياه للري.